# Голод в Україні (1928—1929)
Голод в Україні в 1928—1929 роках — це акт геноциду українського народу, організований керівництвом ВКП(б) та урядом СРСР у 1928—1929 роках шляхом створення штучного голоду, як своєрідна прелюдія гуманітарної катастрофи в Україні 1932—1933 років.
Поняття уведено до історичних досліджень доктором історичних наук, керівницею Українського центру досліджень Голодомору про голод 1928—1929 рр. Людмилою Гриневич.

## Передумови
Активна підготовка в середині 1920-х років більшовицького уряду до майбутньої війни з «капіталістичним світом» в умовах виразної стабілізації на міжнародній арені вимагала значних капіталовкладень. Одночасно проголосили курс на форсовану промислову індустріалізацію країни. Головним ресурсом її фінансування залишалося зубожіле багатолітніми війнами населення СРСР, перш за все, селянство. Саме продаж хліба мав стати головним джерелом надходження валюти.
Розгортання радянської модернізації збіглося з низкою неврожаїв, які охопили реґіони, що були основними в СРСР виробниками хліба, перш за все Україна. Влітку 1927 року Рада народних комісарів УСРР проголосила потерпілими від посухи і неврожаю близько 80 тис. господарств степових округ. Неврожаї разом з непродуманою економічною політикою радянської влади, широке розведення «ножиців цін» між промисловими товарами і сільськогосподарською продукцією вже на зламі 1927/1928 років спричинили гостру продовольчу кризу в усій країні. В таких умовах сталінське керівництво зробило ставку на силове «викачування» максимальної кількості хліба з села, різке скорочення споживчих потреб населення та «раціональний» перерозподіл продовольства — перерозподіл, який хіба що був здатний порятувати від голоду якусь одну частину населення, прирікаючи на голодування іншу.
Згідно з політикою проголошеною членом колегії Наркомату внутрішньої і зовнішньої торгівлі СРСР Ізраїлем Вейцером «вилучити якомога більшу кількість хліба з України», у 1927/1928 економічному році Україна була змушена виступити в непосильній ролі експортера й «донора» всієї радянської країни. Вивезли з території УСРР 20 млн пуд. хліба за кордон і 127,7 млн пуд. на внутрішньосоюзні ринки — передусім до промислових районів РРФСР. Майже півтори сотні мільйонів пудів хліба складали річну норму споживання 10 млн осіб.

## Перебіг голоду в 1928 році

### Природні причини
Улітку 1928 року степові округи УСРР охопив масштабний неврожай. Зимові морози, весняні різкі перепади температури, тривала спека влітку, коли врожай визрівав, та невчасні дощі під час його збирання знищили левову частку і озимих, і ярових культур. Страхових запасів, котрі, створювалися ще за царських часів не було. Замість допомоги жителям УСРР шляхом завезенням ззовні достатньої кількості хліба його продовжували вивозити. Працювали за формулою, проголошеною наркомом внутрішньої і зовнішньої торгівлі СРСР Анастасом Мікояном: «Заготуйте хліб — і їжте!». Для реалізації оголошеної стратегії керівництво на місцях почало масово використовувати статистичні підтасовки для приховування реальних обсягів загибелі врожаю. Також республіканська влада в догоду Москви заборонила місцевим чиновникам нарікати на нестачу чи брак хліба. Внаслідок цього здійснили новий колосальний тиск на знесилене реквізиціями село. Майже на півроку раніше, ніж в інших реґіонах, в Україні почалося заведення «карткової системи» постачання продуктів.

### Роль влади
З партійних трибун та в радянській пресі масово рекламували так звану «союзну допомогу» із завезення у 1928/1929 роках з Росії до України 13,6 млн пудів збіжжя, що виявилося маніпуляцією. Хоча насправді союзне керівництво вивезло під грифом цілком таємно з України понад 10 млн пудів збіжжя.
У Харкові була створена Урядова комісія для надання допомоги потерпілим. Однак під прямим тиском радянської верхівки тричі переробляли план дій та скорочували до мінімуму кількість тих, хто, перш за все, потребував державної допомоги. За повноцінне харчування вважали видачу одній дитині миски супу без м'яса, склянки чаю і 300 грамів хліба на день. Для дорослих денна пайку становила 400 грамів борошна і 200 грамів картоплі. Вона видавалася за умови ударної праці на ритті каналів, спорудженні доріг разом із основною роботою селян на землі.
Влада активно запроваджувала радянську пропаґанду, прагнучи викликати почуття злоби й ненависті до «класового ворога». Винуватцями «окремих утруднень на продовольчому фронті» намагалися зобразити «куркулів» разом із «попами» — хижими та небезпечними, а також «спекулянтів», «панікерів», а, найголовніше, заможних селян-«куркулів», зловмисну діяльність яких представляли майже безмежною. Утім селяни та містяни мало велися на цей розмах аґітаційно-пропаґандистських акцій влади.

«У газетах пишуть і кажуть про допомогу бідноті, насправді ж хочуть всіх заморити голодом», «Україна — колонія Росії, з котрої вона бере хліб і податки. Українців душать і не дають їм пощади», — такими були зафіксовані ДПУ характерні розмови серед українців. Нелояльність виявляли й поляки, серед яких нерідко можна було почути: «Радянська влада нас переслідує. Нашою батьківщиною може бути тільки Польща, а не Радянський Союз».

### Вивезення продуктів з УСРР та недоїдання
З території України в 1928—1929 роках на експорт вивозили так звану «другорядну сільськогосподарську продукцію»: м'ясо, яйця, коров'яче масло, сир, бринзу, бекон, цукор, мед, горіхи, кондитерські вироби та макарони. Натоміть в УСРР випікали несмачний хліб з різними домішками, упроваджували маргарин, замість коров'ячого масла, продавали несвіжі яйця.
Найбільше страждали від недоїдання в умовах голоду 1928—1929 років, перш за все, сільська біднота, а також мешканці міст, що не потрапили до списків централізованого постачання. Особливо тяжким у цих умовах виявилося становище населення єврейських містечок.
За інформацією історикині Людмили Гриневич кількість жертв українського голоду в 1928—1929 років перевищує кілька десятків тисяч. Також значно зросла кількість хворих на характерні під час голоду інфекційні хвороби в УСРР. Зокрема, якщо в 1926 році первісних хворих на черевний тиф зареєстрували 25 132, то в 1929 р. в понад два рази більше (53 296). Деякі захворювання були спричинені вельми небезпечними для життя і здоров'я людей способами рятування від голоду — випікання «хліба» з непридатних до їжі сурогатів, вживання у їжу отруєного й призначеного для боротьби з бабаком зерна. Влітку 1929 року в деяких регіонах, зокрема селах Первомайської округи лікарі зафіксували епідемію пелагри, спричинену вживанням недоброякісної кукурудзи. Це важке захворювання супроводжується дерматитом, діареєю та деменцією.

## Наслідки
Проблеми з недоїданням супроводжувалися значним соціальним напруженням. Під час видання продуктів харчування у великих чергах у містах ставалися бійки.
Також почав зростати Рух Опору радянській владі, внаслідок розгортання сталінської «революції згори» та голоду 1928—1929 років. Переважали активні форми опору. Зокрема, за шість місяців 1928 року в сільській місцевості УСРР спецоргани зареєстрували 150 масових виступів, одночасно кількість терактів проти представників радянської влади зросла: з 538 — 1928-му, до 1266 — у 1929 році. При цьому виразною особливістю негативної політичної активності в Україні ставало тісне переплітання соціальних гасел і настроїв «українського шовінізму». Українські селяни згадували про Симона Петлюру, молилися за Костя Левицького та говорили між собою про Польщу, сподіваючись, що поляки разом з петлюрівцями підуть війною на більшовиків та звільнять Україну.
Тоталітарна сталінська влада миттєво реаґувала на будь-яку негативну активність: невдоволених примушували замовчати, тих, хто демонстрував здатність до організування опору або бунтував, кидали до в'язниць і концтаборів чи навіть розстрілювали. Розгорталися колективізація та індустріалізація, який привели через три роки до голодомору 1932—1933 років.